# Victoria Santa Cruz
Victoria Santa Cruz   (Lima, 27 d'octubre de 1922 - Lima, 30 d'agost de 2014) va ser una compositora, coreògrafa i dissenyadora peruana, exponent de l'art afroperuà.

## Biografia
Filla de Nicomedes Santa Cruz Aparicio i Victoria Gamarra, es va iniciar al món de l'espectacle amb el grup de dansa i teatre Cumanana (1958), al costat del seu germà menor Nicomedes Santa Cruz Gamarra, poeta. Becada pel govern francès, va viatjar a París per estudiar a la Universitat del Teatre de les Nacions (1961) i a l'Escola Superior d'Estudis Coreogràfics. En aquesta última va destacar com a creadora i dissenyadora del vestuari de l'obra El retablo de don Cristóbal, de Federico García Lorca, i en La rosa de papel, de Ramón del Valle Inclán.
De tornada al seu país, va fundar l'any 1968 la companyia Teatro y Danza Negras del Perú, amb la qual va realitzar presentacions en els millors teatres nacionals, així com a la televisió. Aquest grup va representar el Perú en les festivitats en ocasió dels Jocs Olímpics de Mèxic 1968, en les quals va rebre medalla i diploma per la seva tasca.
Posteriorment, el 1969, va realitzar gires en diverses ciutats dels Estats Units i en tornar a Lima al maig del mateix any va ser nomenada directora del Centro de Arte Folklórico, avui Escuela Nacional Superior de Folklore. En el primer Festival i Seminari Llatinoamericà de Televisió organitzat per la Universitat Catòlica de Xile el 1970, va guanyar el premi com la millor folklorista, i a l'any següent va ser convidada pel govern de Colòmbia per participar en el Festival de Cali. Va participar com a directora d'escena del Primer Festival d'Art Negre del Perú, organitzat a la ciutat de Cañete el 1971, esdeveniment dirigit pel seu germà Nicomedes. Va ser directora del Conjunt Nacional de Folklore de l'Institut Nacional de Cultura (INC) entre 1973 i 1982, i en aquesta condició va realitzar una reeixida gira per Estats Units, Canadà, El Salvador, Guatemala, França, Bèlgica, Suïssa i el Principat de Mònaco.
Una vegada finalitzat l'exercici del seu càrrec, va fer de professora convidada (1982), assistent (1983-1989) i vitalícia (1989-1999) a la Universitat Carnegie Mellon. Ha dirigit tallers en diferents països com Rússia, Israel, Canadà, Dinamarca, Espanya, Itàlia i l'Argentina.
Residia a Lima, Perú, quan va morir als 91 anys, a causa de la seva avançada edat i un debilitament en la seva salut.